# 타타라

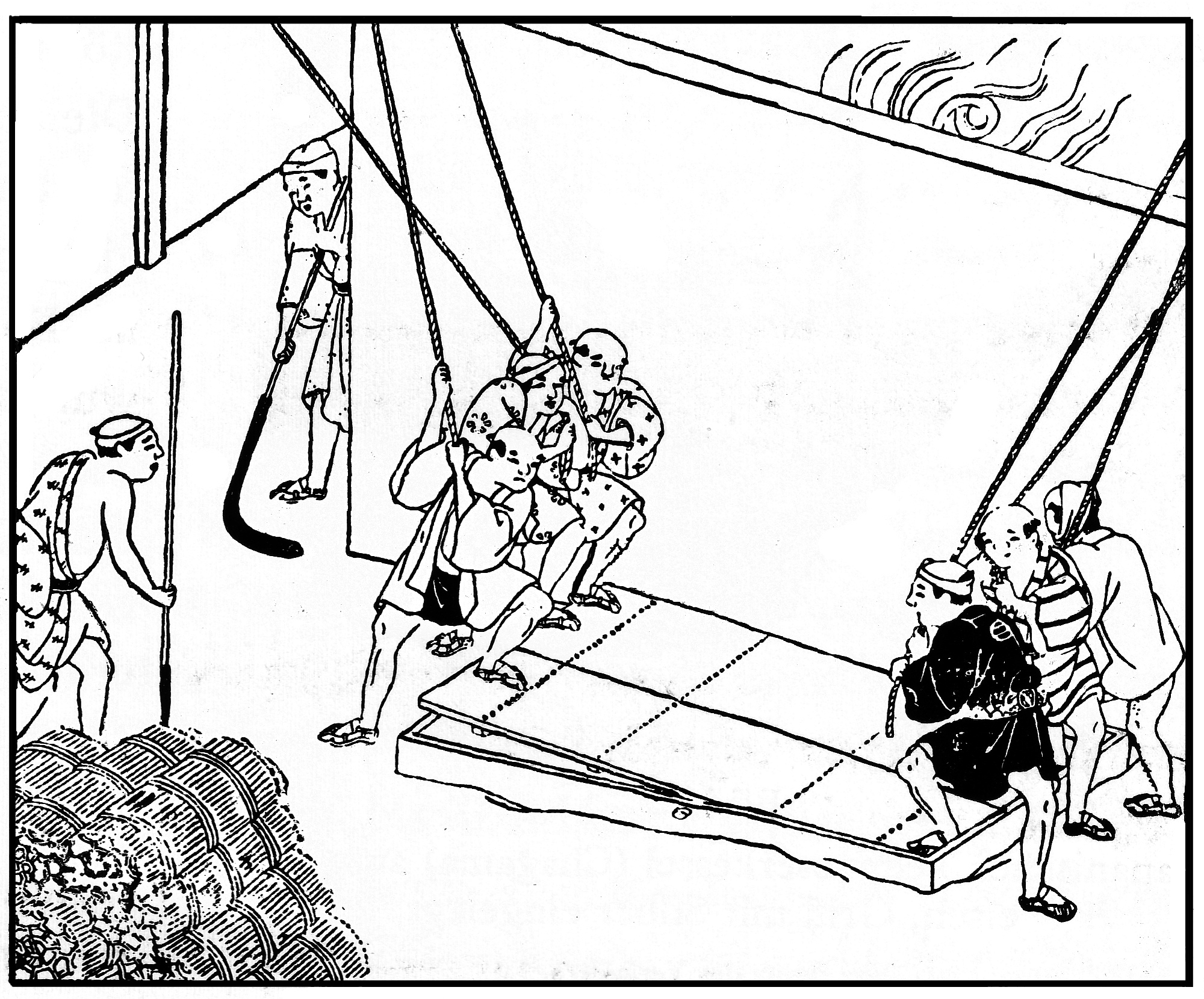
타타라 제철 특유의 골풀무 송풍작업.

타타라(たたら)는 고대 일본 특유의 풀무, 또는 그 풀무를 포함한 용광로 시설이며, 이것을 사용한 전통 제철법을 타타라 제철(たたら製鉄)이라고 한다.
점토로 만든 노에서 사철이나 철광석을 목탄을 이용해 비교적 저온으로 환원하여 순도 높은 철을 얻어낸다. 근세까지 일본 국내 철생산의 거의 전부는 타타라 제철이었다. 메이지시대 이후 급격히 쇠퇴하였으나, 일본도 원재료 공급용 등으로 아직 일부 명맥이 남아 있다.